# Sexe espacial

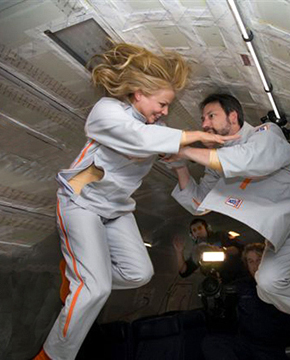
La prova del 2suit en microgravetat en la sèrie Sex in Space de The Universe, 13 de setembre de 2008

El sexe a l'espai, concretament l'activitat sexual humana en la ingravidesa de l'espai exterior, presenta dificultats a causa de la tercera llei de Newton. Segons aquesta llei, si la parella es manté unida, els seus moviments seran contraris. Per tant, les seves accions no canviaran la seva velocitat tret que estiguin afectades per un altre objecte lliure. Es poden produir algunes dificultats a causa de la deriva cap a altres objectes. Si la parella té una velocitat combinada respecte a altres objectes, es podrien produir col·lisions. El debat sobre el sexe a l'espai també ha plantejat la qüestió de la concepció i l'embaràs a l'espai.
A partir de 2009, amb la NASA planificant la construcció de bases lunars i possiblement missions de llarga durada, el tema ha ocupat un lloc respectat en les ciències de la vida.

## Qüestions fisiològiques
S'han observat nombrosos canvis fisiològics durant els vols espacials, molts dels quals poden afectar el sexe i la procreació. Aquests efectes serien el resultat de factors com els canvis de gravetat, la radiació, el soroll, la vibració, l'aïllament, l'alteració del ritme circadiari, l'estrès o una combinació d'aquests factors.

### Gravetat i microgravetat
La qüestió principal que cal tenir en compte en la reproducció fora de la Terra és la manca d'acceleració gravitatòria. La vida a la Terra i, per tant, els processos reproductius i ontogènics de totes les espècies existents i els seus ancestres, van evolucionar sota la influència constant del camp gravitatori d'1g de la Terra. És imprescindible estudiar com l'entorn espacial afecta les fases crítiques de la reproducció i el desenvolupament dels mamífers, així com als esdeveniments que envolten la fecundació, l'embriogènesi, l'embaràs, el naixement, la maduració postnatal i la cura dels pares. La gravetat afecta tots els aspectes del desenvolupament dels vertebrats, inclosa l'estructura i la funció de les cèl·lules, el desenvolupament dels sistemes d'òrgans i fins i tot el comportament. Atès que la gravetat regula l'expressió gènica dels mamífers, hi ha importants implicacions per a l'èxit de la procreació en un entorn extraterrestre.
Els estudis realitzats sobre la reproducció de mamífers en microgravetat inclouen experiments amb rates. Encara que el fetus es va desenvolupar correctament un cop exposat a la gravetat normal, les rates que es van criar en microgravetat no tenien la capacitat de posar-se dretes. Un altre estudi va examinar la fecundació d'embrions de ratolí en microgravetat. Encara que tots dos grups van donar lloc a ratolins sans un cop implantats en gravetat normal, els autors van observar que la taxa de fecundació era menor en els embrions fecundats en microgravetat que en els de gravetat normal. Actualment, no hi ha ratolins ni rates que s'hagin desenvolupat en microgravetat durant tot el cicle de desenvolupament.

### 2Suit
El 2suit (alternativament 2-Suit o two -suit) és una peça dissenyada per facilitar la intimitat en ambients d'ingravitació com l'espai exterior, o en planetes amb baixa gravetat. La peça de vol, inventada per la novel·lista nord-americà Vanna Bonta, va ser un dels temes del programa The Universe, en l'episodi Sex in Space (Sexe a l'espai), un documental televisiu del 2008 de History Channel sobre les implicacions biològiques i emocionals de la migració i reproducció humanes més enllà de la Terra. El 2suit va ser objecte de debat per part d'escriptors a Internet.

## Intents previstos
El juny de 2015, Pornhub va anunciar els seus plans de realitzar la primera pel·lícula pornogràfica a l'espai. Es va posar en marxa una campanya de micromecenatge per finançar el projecte, anomenat Sexploration, amb l'objectiu de recaptar 3,4 milions de dòlars en 60 dies. La campanya només va rebre donacions per 236.086 dòlars. Si la campanya s'hagués finançat, la pel·lícula s'hauria estrenat el 2016, després de sis mesos d'entrenament per als dos actors i l'equip de sis persones. Encara que va afirmar estar en converses amb diverses companyies privades de vols espacials, l'empresa es va negar a donar noms "per por que això suposi un risc de conseqüències innecessàries" per a les companyies. Un article de Space.com sobre la campanya esmentava que, el 2008, Virgin Galactic va rebre i va rebutjar una oferta d'un milió de dòlars d'un origen no revelat per rodar una pel·lícula sexual a bord de la SpaceShipTwo.
L'actriu de cinema per a adults CoCo Brown havia començat a tramitar la certificació per obtenir un seient de copilot a l'avió espacial XCOR Lynx, que s'hauria llançat en un vol suborbital el 2016 i hauria passat un breu període en gravetat zero. No obstant això, XCOR es va declarar en fallida abans de fer volar a un turista espacial.
A manca d'espai real, la productora d'entreteniment per a adults Private Media Group ha filmat una pel·lícula anomenada The Uran Experiment: Part Two, on es va realitzar una escena real de relacions sexuals de gravetat zero amb un avió de gravetat reduïda. El procés de rodatge va ser particularment difícil des del punt de vista tècnic i logístic. Les limitacions pressupostàries només permetien un pla de 20 segons, amb els actors Sylvia Saint i Nick Lang. Berth Milton, Jr, president i conseller delegat de Private Media Group, va dir: "No voldríeu tenir por de volar, segur!"

## Cultura popular
L'escriptor de Ciència-ficció i futurista Isaac Asimov, en un article de 1973 titulat Sex in a Spaceship (Sexe en una nau espacial), va suposar com seria el sexe en l'entorn ingràvid de l'espai, anticipant alguns dels beneficis de practicar sexe en un entorn de microgravetat.
El 23 de juliol de 2006 es va celebrar una taula rodona sobre el Sexe a l'Espai en la conferència anual de l'Space Frontier Foundation. Els ponents van ser la periodista científica Laura Woodmansee, que va presentar el seu llibre Sex in Space (Sexe a l'espai); Jim Logan, el primer graduat d'un nou programa de residència en medicina aeroespacial contractat pel Centre Espacial Johnson de la NASA a Houston; i Vanna Bonta, poeta, novel·lista i actriu nord-americana que havia volat recentment en gravetat zero i havia accedit a una entrevista per al llibre de Woodmansee. Els ponents van fer presentacions que analitzaven "els problemes biològics, emocionals... i físics als quals s'enfrontaran les persones que es traslladen [fora de la Terra] en l'entorn espacial". El periodista científic de l'NBC Alan Boyle va informar sobre l'esdeveniment, obrint un debat mundial sobre un tema que abans es considerava tabú.
"Sexe a l'Espai" va ser el títol d'un episodi de la sèrie de televisió documental The Universe del canal de televisió History el 2008. El programa, distribuït mundialment, es va doblar a idiomes estrangers, obrint un debat mundial sobre el qual fins llavors s'havia evitat com a tema tabú. El sexe en l'espai es va convertir en un tema de debat per a la supervivència a llarg termini de l'espècie humana, la colonització d'altres planetes, la inspiració de cançons i humanitzar les raons de l'exploració espacial.
La idea del sexe a l'espai apareix amb freqüència en la ciència-ficció. Arthur C. Clarke va afirmar abordar-la per primera vegada en la seva novel·la Trobada amb Rama (1973). Entre les pel·lícules que inclouen temes de sexe en l'espai hi ha Moonraker, Moving Violations, Supernova: La fi de l'univers i Cube 2: Hypercube. A la novel·la d'Alien, Parker li explica a Brett un episodi de sexe en gravetat zero que va sortir malament. Una descripció més recent i potser més realista de la mecànica del coit en baixa gravetat es presenta a "Sex in Space: The Video", un relat curt inclòs a The Best American Erotica 2004 de Susie Bright. El relat utilitza a astronautes infidels per descriure les tècniques que els humans podrien utilitzar per copular en l'espai sense aparells especials. Les dificultats que presenta la microgravetat per a la intimitat humana també es van tractar en un Document 12-571-3570 anònim fictici de 1989, en el qual es proposava l'ús d'un cinturó elàstic i un túnel inflable com solucions a aquests problemes. Es va determinar que alguns d'aquests documents eren falsos.